# Marija Petkova
Marija Dimitrova Petkova (bugarski: Мария Димитрова Петкова, rođenja kao Вергова, Vergova; Plovdiv, 3. studenog 1950.) umirovljena je bugarska bacačica diska, osvajačica dvaju srebrnih olimpijskih odličja iz Montreala 1976. i Moskve 1980. Njezin najbolji rezultat u bacanju diska iznosi 71,80 metara koji je bacila 13. srpnja 1980. u Sofija. To je 12. najbolji rezultat u ženskom bacanju diska svih vremena. 
Na Europskom prvenstvu 1982. u grčkoj prijestolnici Ateni osvojila je srebrno (67,94 m), a na Svjetskom prvenstvu 1983. u finskom glavnom gradu Helsinkiju brončano odličje (66,44 m).
Dvostruka je studenstka prvakinja u ženskom bacanju diska; zlatna odličja osvojila je na ljetnim univerzijadama 1975. u Rimu i 1977. u Sofiji, glavnom gradu svoje rodne zemlje.
Svojim najboljim hicem u karijeri (71,80 m) držala je svjetski rekord u ženskom bacanju diska od 1980. do 1983. godine.